# Eisenia andrei
Eisenia andrei ist eine Regenwurmart, die eng mit dem Kompostwurm Eisenia fetida verwandt ist und wohl oft mit diesem verwechselt wird.

## Merkmale
Eisenia andrei erreicht eine Körperlänge von etwa 60 bis 120 Millimeter, sein Durchmesser ist 3 bis 6 Millimeter. Der Körper ist im geschlechtsreifen Zustand in 80 bis 120 Segmente gegliedert, er ist im vorderen Abschnitt zylindrisch, nach hinten zu schwach vierkantig. Das etwas sattelförmige Clitellum umfasst sechs bis acht Segmente, meist vom vierundzwanzigsten oder fünfundzwanzigsten bis zum zweiunddreißigsten bis vierunddreißigsten Segment. Die sogenannten Pubertätsleisten (Tubercula pubertatis) bilden schmale Kanten entlang der bauchseitigen (ventralen) Grenze über etwa drei Segmente.
Die Art ist in diesen Merkmalen nahezu ununterscheidbar zur Schwesterart Eisenia fetida und von dieser morphologisch nur nach Färbungsmerkmalen unterscheidbar. Eisenia andrei ist intensiv rotbraun gefärbt und völlig einfarbig, während Einsenia fetida an den Furchen der Segmentgrenze hell gefärbt und dadurch markant gestreift ist. Diese Art ist auch insgesamt heller, oft mit hell gefärbter Bauchseite.
Eine sichere Unterscheidung ist für Laien schwierig. Auch Fachautoren unterscheiden nicht immer zwischen den beiden Arten, die dann zur Sammelart Eisenia fetida sensu lato (s. l.) zusammengefasst werden. Da die Färbungsmerkmale nicht immer verlässlich sind und verbreitet Individuen nach der Färbung der falschen genetischen Einheit zugeordnet werden, sind für eine sichere Bestimmung genetische Untersuchungen (DNA-Barcoding) notwendig.

## Verbreitung
Eine Annahme ist, dass diese Kompostwürmer europäischen Ursprungs sind und sich synanthrop weltweit verbreitet haben. Es werden aber auch andere Ursprungsregionen diskutiert.
In Europa sind Funde aus Norwegen und aus Westeuropa belegt. Wildfänge aus Deutschland oder Österreich sind bislang nicht publiziert.
Da aber E. andrei auch in deutschen Wurmfarmen gezüchtet und vermarktet wird, ist die Art auch hier zu erwarten. Untersuchungen von J. Römbke et al., die zwischen E. andrei und E. fetida unterschieden, fanden in Deutschland allerdings nur E. fetida als Wildform.

## Biologie und Lebensweise
Kompostwürmer leben epigäisch, d. h. in der Streuschicht des Bodens. Man findet sie in Kompost- und Misthaufen, in Nutzgärten und im Waldboden. Sie ernähren sich von angerottetem organischem Material, von Pilzen und Mikroorganismen, und spielen so eine wichtige Rolle bei der Humusbildung. Sie werden deshalb als Modellorganismen bei ökotoxikologischen Tests eingesetzt.

## Taxonomie und Systematik
Ursprünglich von F. André (1963) als Farbvariante von E. fetida angesehen (Eisenia fetida var. unicolor), wurde die Art 1972 von M. B. Bouché als Subspezies eingestuft und umbenannt. J. Jaenicke stellte dann 1982 fest, dass es sich um eine eigene Art handelt. Dies wurde durch weitere Untersuchungen bestätigt. Neuere Untersuchungen deuten darauf hin, dass sich sowohl E. andrei als auch E. fetida in Kryptospezies weiter aufgliedern.